# Viroflay
Viroflay är en kommun i departementet Yvelines i regionen Île-de-France i norra Frankrike. Kommunen ligger i kantonen Viroflay som tillhör arrondissementet Versailles. År 2022 hade Viroflay 16 943 invånare.

## Befolkningsutveckling
Antalet invånare i kommunen Viroflay
| Referens: INSEE |